# 最後の戦犯
『NHKスペシャル・最後の戦犯』（エヌエイチケイスペシャル・さいごのせんぱん）は、2008年11月29日にNHKBSハイビジョンで放送後、NHK総合テレビで、2008年12月7日の21:00-22:30（JST）に放送されたテレビドラマの特別番組である。NHK名古屋放送局制作。視聴率9.9%。第46回ギャラクシー賞奨励賞受賞。

## 概要
終戦のわずか5日前に、アメリカ兵を1人処刑し、4年の逃亡生活後、戦犯として国内最後の戦争裁判にかけられた陸軍士官の佐田野修の手記が基になっており、戦争の罪悪感を問うヒューマンドラマとなっている。

## あらすじ
昭和20年（1945年）8月、見習士官の吉村修は、三園少佐の命令で、米兵を1人処刑する。終戦後、戦犯とされた吉村は、元上官の加藤大佐の命令で拳銃を所持して逃亡する。逮捕の恐怖と自殺への衝動とにさいなまれながら、岐阜県多治見で偽名で生活する。その頃、郷里の福岡に住む修の母である波江ら家族は、拷問のような取り調べを受けていた。やがて、早々に逮捕された加藤大佐や元同僚の篠崎に死刑判決が下される。逃亡して4年、吉村は逮捕され、軍事裁判にかけられる。

## キャスト
- 吉村修（松田忠之）：ARATA
- 野田秀和：田辺誠一
- 吉村静子：原沙知絵
- 吉村安子：前田亜季
- 高田仙造：村田雄浩
- 篠崎将一：新井浩文
- 秋元刑事：本田博太郎
- 広畑刑事：螢雪次朗
- 陶芸工場作業員：うじきつよし
- 朝鮮兵：有薗芳記
- 娼婦：秋山菜津子
- 三園達雄：鶴見辰吾
- 加藤清晴：石橋凌
- 岡田吉雄：中尾彬
- 岡田の妻：丹阿弥谷津子
- 吉村波江：倍賞美津子

- 語り：佐藤慶

## スタッフ
- 作：鄭義信
- 原案：小林弘忠「逃亡〜油山事件戦犯告白録」
- 音楽：大友良英
- 製作統括：磯智明
- 演出：柳川強
- 製作：NHK名古屋放送局